# Mackenzie Little
Pour les articles homonymes, voir Little.
Mackenzie Little (née le 22 décembre 1996 dans le Minnesota) est une athlète australienne, possédant également la nationalité américaine, spécialiste du lancer du javelot. Elle est médaillée de bronze aux Mondiaux de Budapest en 2023.

## Biographie
Mackenzie Little est sacrée championne du monde cadette du lancer du javelot en 2013. Elle est ensuite médaillée d'argent aux Championnats d'Océanie 2019, derrière sa compatriote Kelsey-Lee Barber.
Aux Jeux olympiques de 2020 à Tokyo, elle se qualifie pour la finale en portant son record personnel à 62,37 m lors des qualifications, terminant à la huitième place. 

### Médaillée de bronze mondiale (2023)
5e des Mondiaux de Eugene en 2022, l'Australienne s'adjuge la médaille de bronze aux championnats du monde de Budapest en 2023, avec un jet à 63,38 m. Elle accompagne sur le podium la Japonaise Haruka Kitaguchi et la Colombienne Flor Ruíz.
En 2024 elle remporte le meeting de Londres avec un nouveau record personnel à 66,27 m, ce qui la place parmi les favorites pour les Jeux olympiques. A Paris elle doit se contenter de la 12e place.

## Palmarès
| Date | Compétition                    | Lieu             | Résultat | Marque  |
| ---- | ------------------------------ | ---------------- | -------- | ------- |
| 2013 | Championnats du monde jeunesse | Donetsk          | 1re      | 61,47 m |
| 2019 | Championnats d'Océanie         | Townsville       | 2e       | 57,74 m |
| 2021 | Jeux olympiques                | Tokyo            | 8e       | 59,96 m |
| 2022 | Championnats du monde          | Eugene           | 5e       | 63,22 m |
| 2022 | Jeux du Commonwealth           | Birmingham       | 2e       | 64,27 m |
| 2023 | Championnats du monde          | Budapest         | 3e       | 63,38 m |
| 2023 | Ligue de diamant               | Ligue de diamant | 3e       | 61,24 m |
| 2024 | Jeux olympiques                | Paris            | 12e      | 60,32 m |

## Records
| Épreuve           | Temps   | Lieu    | Date            |
| ----------------- | ------- | ------- | --------------- |
| Lancer du javelot | 66,27 m | Londres | 20 juillet 2024 |